# ميجيل صباح
ميغيل صباح رودريغيز (بالإسبانية: Miguel Sabah) (مواليد 14 نوفمبر 1979 في كانكون) لاعب كرة قدم مكسيكي دولي من أصل لبناني. يجيد اللعب في خط الهجوم. يلعب حاليا لصالح نادي موناركاس موريليا المكسيكي منذ 2009.

## روابط خارجية
- ميجيل صباح على موقع قاعدة بيانات كرة القدم.إي يو (الإنجليزية)
- ميجيل صباح على موقع ناشيونال فوتبول تيمز (الإنجليزية)
- ميجيل صباح على موقع Soccerway.com (الإنجليزية)
- ميجيل صباح على موقع كووورة
- ميجيل صباح على موقع AS.com (الإسبانية)